# Mike Myers
Michael John (Mike) Myers (Scarborough, 25 mei 1963) is een Canadese acteur, komiek, scenarioschrijver en filmproducer. Hij was gedurende een lange tijd te zien in de sketchshow Saturday Night Live van NBC, in de jaren tachtig. In de jaren negentig vertolkte hij rollen in films en series als Wayne's World en Austin Powers.

## Biografie
Myers is opgegroeid in Toronto in Ontario. Hij is de zoon van Alice Hind en Eric Myers (overleden in 1991). Zijn beide ouders zijn geboren in de Engelse stad Liverpool. Zijn oudste broer Paul is een indierockzanger, radio-dj en schrijver. Myers heeft Engelse, Schotse en Ierse roots en is protestants. Myers ging naar het Sir John A. Macdonald Collegiate Institute en later naar het Stephen Leacock Collegiate Institute in Scarborough. Op zijn achtste begon hij met reclamespotjes, waarna hij op negenjarige leeftijd te zien was in een spotje voor British Columbia Hydro Electric, met Gilda Radner, die zijn moeder speelde.
Myers is van 1993 tot 2005 getrouwd geweest met actrice en komedieschrijfster Robin Ruzan. Sinds 2006 heeft hij een relatie met Kelly Tisdale. Ze trouwden in de herfst van 2010 in het geheim in New York. Samen hebben ze een zoon (2011) en een dochter (2014).

## Filmografie
| Jaar | Film                                                              | Rol                                           | Opmerkingen |
| ---- | ----------------------------------------------------------------- | --------------------------------------------- | ----------- |
| 1985 | John and Yoko: A Love Story                                       | Bezorger                                      |             |
| 1989 | Elvis Stories                                                     | Cockney Man                                   |             |
| 1992 | Wayne's World                                                     | Wayne Campbell                                |             |
| 1993 | So I Married an Axe Murderer                                      | Charlie Mackenzie & Stuart Mackenzie          |             |
| 1993 | Wayne's World 2                                                   | Wayne Campbell                                |             |
| 1997 | Austin Powers: International Man of Mystery                       | Austin Powers/Dr. Evil                        |             |
| 1998 | The Thin Pink Line                                                | Tim Broderick                                 |             |
| 1998 | 54                                                                | Steve Rubell                                  |             |
| 1998 | Pete's Meteor                                                     | Pete                                          |             |
| 1999 | Austin Powers: The Spy Who Shagged Me                             | Austin Powers/Dr. Evil/Fat Bastard            |             |
| 1999 | Mystery, Alaska                                                   | Donnie Shulzhoffer                            |             |
| 2001 | Shrek                                                             | Shrek / Blinde Muis                           | stem        |
| 2001 | Shrek in the Swamp Karaoke Dance Party                            | Shrek                                         | stem        |
| 2001 | Thomas and Friends                                                | Donald and Douglas                            | stem        |
| 2002 | Austin Powers 3: Goldmember                                       | Austin Powers/Dr. Evil/Fat Bastard/Goldmember |             |
| 2003 | View from the Top                                                 | John Witney                                   |             |
| 2003 | The Ghost of Lord Farquaad                                        | Shrek                                         | stem        |
| 2003 | Nobody Knows Anything!                                            | 'Eye' Witness                                 |             |
| 2003 | The Cat in the Hat                                                | The Cat                                       |             |
| 2004 | Shrek 2                                                           | Shrek                                         | stem        |
| 2004 | Far Far Away Idol                                                 | Shrek                                         | stem        |
| 2006 | Night of Too Many Stars: An Overbooked Event For Autism Education | Donald Q. Cashington                          |             |
| 2007 | Shrek the Third                                                   | Shrek                                         | stem        |
| 2007 | Shrek the Halls                                                   | Shrek                                         | stem        |
| 2008 | The Love Guru                                                     | Pitka/Zichzelf                                |             |
| 2009 | Inglourious Basterds                                              | Generaal Ed Fenech                            |             |
| 2010 | Shrek Forever After                                               | Shrek                                         | stem        |
| 2010 | Scared Shrekless                                                  | Shrek                                         | stem        |
| 2010 | Donkey's Caroling Christmas-tacular                               | Shrek                                         | stem        |
| 2018 | Terminal                                                          | Clinton/Mr. Franklin                          |             |
| 2018 | Bohemian Rhapsody                                                 | Ray Foster                                    |             |
| 2022 | Amsterdam                                                         | Paul Canterbury                               |             |

## Prijzen
Myers heeft de volgende prijzen gewonnen:
- Vier keer een American Comedy Award (Best Film Performance (Male), Best Writing in 2003 en 2000, voor Austin Powers in Goldmember en Austin Powers: The Spy Who Shagged Me)
- De American Comedy Award voor Best Lead Actor in The Spy Who Shagged Me in 2010.
- Een Emmy Award in 1989 voor Outstanding Writing in a Variety or Music Program, voor het programma Saturday Night Live. Hij was eerder al tweemaal genomineerd voor een Emmy.
- Zeven keer een MTV Movie Award.
- Hij heeft een ster gekregen op de Hollywood Walk of Fame in het jaar 2005.
- Drie Golden Raspberry Awards in 2008 voor slechtste acteur, slechtste film en slechtste screenplay voor The Love Guru (Myers schreef en produceerde deze film en speelde de hoofdrol).